# AK-47
AK-47(러시아어: Автомат Калашникова образца 1947; АК-47, 줄여서 AK 또는 칼라시니코프)은 7.62×39mm 탄약을 사용하는 가스 작동식 돌격소총이다. 소련의 소화기 개발자였던 미하일 칼라시니코프가 개발하였으며, AK-47은 칼라시니코프 소총의 원형 화기이다. 첫 제작 이후 약 70년이 지난 2023년 현재까지도 AK-47과 그 파생형은 전 세계에서 가장 인기 있고 가장 많이 사용되는 화기 중 하나이다.
AK-47의 디자인 계획은 1945년부터 시작되었다. 1947년 첫 공식 군사 시험에 제출된 뒤 1948년 고정 개머리판형 AK-47이 현역 복무 중이던 소련 육군 일부 부대에 보급되었다. 1949년 AK-47은 소련군의 무기로 채택되었고, 바르샤바 조약기구 가맹국의 주력 무기가 되었다.
AK-47과 그 파생형은 가혹한 조건에서의 신뢰성, (현대 무기에 비해) 낮은 생산 비용, 거의 모든 지리적 지역에서의 가용성 및 사용 편의성 덕분에 전 세계적으로 인기가 있다. AK는 많은 나라에서 제조되었고, 전 세계적으로 정규군뿐만 아니라 비정규군과 반군, 테러 단체에서도 사용되고 있다. 필립 킬리코트에 따르면 2004년 기준으로 전 세계적으로 추정되는 5억 개의 화기 중 약 1억 개가 칼라시니코프 소총에 속하며, 그 중 4분의 3은 AK-47이다. AK-47은 다른 많은 유형의 개인화기, 승무원화기 및 특수화기 개발의 기초가 되었다.

## 역사

### 기원
제2차 세계 대전 동안, 독일군이 사용한 StG 44 소총은 소련군에게 깊은 인상을 남겼다. StG 44 소총은 새로운 중간탄약인 7.92×33mm Kurz가 탄창에 장전되었고, 소총의 사거리와 정확성에 기관단총의 화력이 결합되어 있었다. 1943년 7월 15일, StG 44의 초기 모델이 소련 인민무력위원회에서 시연되었다. 소련은 이 무기에 깊은 인상을 받았고, 대부분의 소련군에 지급된 PPSh-41 기관총과 구식 모신나강 볼트 액션 소총을 대체할 중간 구경의 완전 자동 소총 개발에 바로 착수했다.
소련은 곧 반자동 SKS 소총과 덱탸료프 휴대기관총에 사용되는 7.62 × 39mm M43 탄약을 개발했다. 제2차 세계 대전 직후, 소련은 SKS를 빠르게 대체한 AK-47 소총을 개발했다.

### 구상
미하일 칼라시니코프는 1941년 브랸스크 전투에서 입은 어깨 부상에서 회복하는 동안 무기 개발자로서 경력을 시작했다. 칼라시니코프는 다음과 같이 회고했다. "저는 병원에 있었고, 제 옆 침대에 있던 한 군인이 물었습니다. '왜 독일군은 자동화무기를 가지고 있는데, 우리 군인들은 우리 군인들 중 두세 명을 위한 소총을 하나만 가지고 있습니까?' 그래서 제가 디자인했습니다. 저는 군인이었고, 군인을 위한 기관총을 만들었습니다. 그것은 칼라시니코프(AK)의 자동 무기인 아브토마트 칼라시니코바(Avtomat Kalashnikova)라고 불렸고, 1947년에 처음으로 제조되었습니다." AK-47은 이전 소총들의 혁신적인 기술들을 결합한 것으로 가장 잘 설명된다. "칼라시니코프는 미국의 M1 개런드와 독일의 StG 44의 가장 좋은 특징을 결합한 자동 소총을 설계하기로 결정했습니다." 칼라시니코프의 팀은 이러한 무기에 접근할 수 있었고 "바퀴를 재발명"할 필요가 없었다. 칼라시니코프 자신도 이렇게 말했다. "많은 러시아 육군 병사들은 어떻게 하면 건설자가 될 수 있는지, 그리고 새로운 무기가 어떻게 설계되는지 저에게 물어봅니다. 이것들은 매우 어려운 질문들입니다. 디자이너들은 저마다의 길, 성공과 실패가 있는 것 같습니다. 하지만 한 가지 분명한 것은, 새로운 것을 창조하려고 시도하기 전에, 이 분야에 이미 존재하는 모든 것을 잘 이해하는 것이 필수적이라는 것입니다. 저 자신도 이를 확인하는 많은 경험을 했습니다."
일부 의견으로는 칼라시니코프가 불킨의 TKB-415나 시모노프의 AVS-31를 모방했을 것이라고 주장한다.

### 초기 디자인
칼라시니코프는 1942년에 기관단총 디자인 작업을, 그리고 1943년에는 경기관총 디자인 작업을 시작했다. 1944년 초, 칼라시니코프는 7.62 × 39mm M43 탄약을 받았고 다른 설계자들이 이 새로운 소련 소형 무기 탄약을 위한 무기를 개발하고 있다는 정보를 입수했다. 칼라시니코프는 새로운 소총에 대한 작업에 착수했다. 1944년, 칼라시니코프는 미국 M1 개런드의 영향을 강하게 받은 새로운 7.62×39mm 반자동 가스 작동 소총으로 디자인 대회에 참가했다. 신형 소총은 SKS-45 소총과 동급이었고, 총열 위에 고정된 탄창과 가스관이 있었다. 그러나 새로운 칼라시니코프 디자인은 시모노프 디자인에 밀렸다.
1946년, 새로운 소총을 개발하기 위한 새로운 디자인 대회가 시작되었다. 칼라시니코프는 총신 위에 숏 스트로크 가스 피스톤이 장착된 가스 작동식 소총, 1944년 소총과 유사한 노리쇠 작동방식, 그리고 구부러진 30발 탄창이 있는 소총을 제출했다. 칼라시니코프의 소총인 AK-1과 AK-2는 신뢰할 수 있는 무기임이 입증되었고 다른 디자인과 함께 2차 대회에 합격했다. 이 견본들은 (AK-46이라고도 함)은 회전 볼트, 별도의 방아쇠 부품 덮개가 있는 2개의 리시버, 이중 제어 장치(별도의 안전 및 사격 선택 스위치), 무기의 왼쪽에 위치한 비왕복 장전손잡이를 가지고 있었다. 이 설계는 StG 44와 많은 유사점이 있었다.
1947년 11월, 새로운 견본(AK-47)이 완성되었다. 소총은 총신 위에 롱스트로크 가스 피스톤을 사용했다. 상부 및 하부 리시버가 하나의 리시버로 결합되었고, 사격 선택 장치와 안전 장치는 소총의 오른쪽에 있는 단일 제어 레버/먼지 보호구로 결합되었다. 그리고, 노리쇠 손잡이는 노리쇠 뭉치에 간단히 부착되었다. 이 구조는 소총의 설계와 생산을 단순화시켰다. 첫 번째 일련의 군 시험이 1948년 초에 시작되었다. 새로운 소총은 광범위한 상황에서 신뢰할 수 있는 것으로 증명되었고 조작하기 편안한 특성을 가지고 있었다. 1949년 소련군은 "7.62mm 칼라시니코프 소총(AK)"이라는 명칭으로 무기를 채택했다.

### 추가 개발

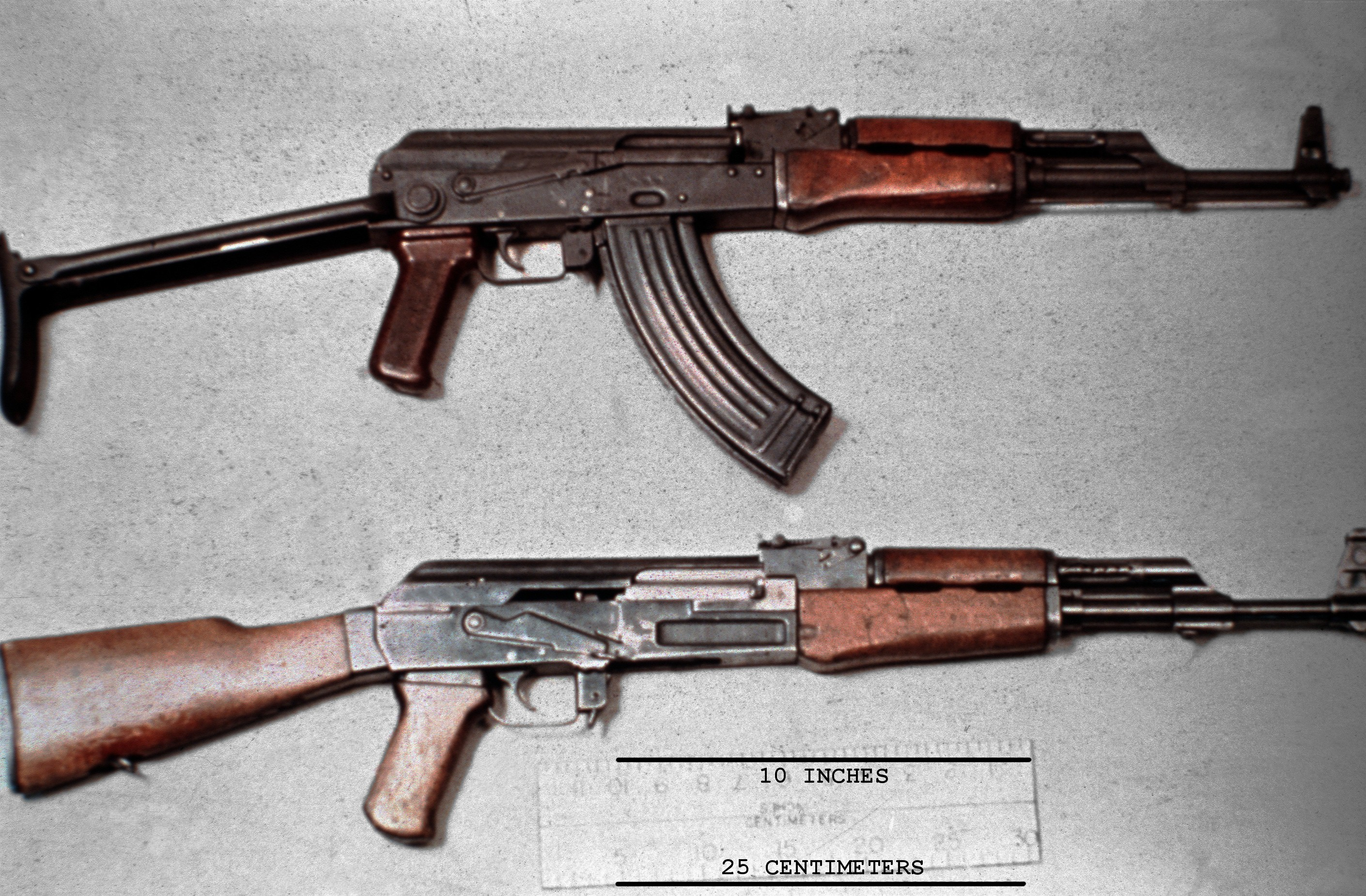
Type 4B 리시버를 가진 프레스 공법식 AKMS와 절삭 공법을 사용한 Type 2A 리시버를 가진 AK-47.

생산 초기 단계에서 많은 어려움이 있었다. 첫 번째 생산 모델에는 절삭 공법으로 가공된 포이와 개머리판 출입구가 달린 압착식 철제 리시버와 프레스식 총열이 있었다. 가이드 레일과 배출기를 용접하는 과정에서 문제가 발생하여 많은 불량품이 발생했다. 생산을 중단하는 대신 무거운 기계식 리시버가 판금 리시버로 대체되었다. 이 프레이즈반 소총 생산은 1951년에 시작되었고, 개발이 시작된 날짜를 기준으로 공식적으로는 AK-49로 불렸지만, 수집가들과 현재 상업 시장에서는 "AK-47 Type 2"로 널리 알려져 있다. 이것은 더 많은 비용이 드는 과정이었지만, 초기 모신나강 리시버의 도구와 작동방식이 적용되었기 때문에 생산 속도를 가속화시켰다. 부분적으로 이러한 문제들 때문에, 소련은 1956년까지 많은 수의 새로운 소총을 군인들에게 분배할 수 없었고, 이 기간 동안 임시 SKS 소총의 생산은 계속되었다.
절삭 공정을 거치지 않은 리시버의 제조에서 오는 어려움을 극복한 후, 1959년 AKM이라는 재설계된 버전이 도입되었다. AKM의 'M'은 '현대화된', 또는 '업그레이드된'이라는 의미로, 러시아어로  Автомат Калашникова Модернизированный라고 명명되었다. AKM은 압착식 리시버를 사용했고, 반동시 제동기가 튀어오르는 것을 방지하기 위해 총열 끝에 기울어진 포구제동기를 장착했다. 또한, 신속 또는 완전 자동 사격 중에 (볼트가 완전히 닫히지 않은 상태에서) 무기가 총포 밖으로 발사되는 것을 방지하기 위해 공이 억제기가 추가되었다. 또한 소총은 이전 모델보다 3분의 1 정도 가벼웠다.
| 리시버 형태 | 설명 |
| ----------- | --- |
| Type 1A/B   | 1948년 첫 생산된 AK-47에 장착된 프레스 공법을 사용한 첫 리시버. 1B는 접이식 개머리판의 부품을 수용하기 위해 커다란 구멍이 있는 접이식 개머리판으로 변경되었다. |
| Type 2A/B   | 절삭 공법을 사용하여 만든 강철 단조 리시버. 1951년부터 생산을 시작했고, 1957년에 생산이 중단되었다.                                                            |
| Type 3A/B   | 절삭 공법을 사용하여 만든 철제 개머리판을 단 AK 소총의 마지막 판. 1955년 생산에 들어갔으며, 프레이즈반 리시버를 장착한 AK의 아주 흔한 예시이다.                |
| Type 4A/B   | 리벳과 핀으로 여러 차례 고정한 1mm 철제 판금을 프레스한 AKM 리시버. 1959년부터 생산에 들어갔으며, AK 계열 소총의 제작에서 가장 많이 사용되는 디자인이다.       |

프레스 공법을 사용한 리시버의 생산이 훨씬 쉬웠기 때문에 해외에서 칼라시니코프 돌격소총의 대부분의 허가 및 무허가 생산은 AKM 계열이었다. 칼라시니코프 설계에 기초한 모든 소총은 서구와 아시아 일부 지역에서 구어체로 "AK-47s"로 불리기도 하지만, 원래의 3개의 리시버 유형에 기초한 소총에 적용될 때만 이 용어가 정확하다.

## 설계
AK-47은 1940년대 후반 소련에서 최신 기술이었던 대량 생산 방법을 사용하여 빠르고 저렴하게 제조될 수 있는 단순하고 신뢰할 수 있는 완전 자동 소총으로 설계되었다. AK-47은 일반적으로 불리한 조건에서 높은 신뢰성과 관련된 롱스트로크 방식을 사용한다.

### 탄약

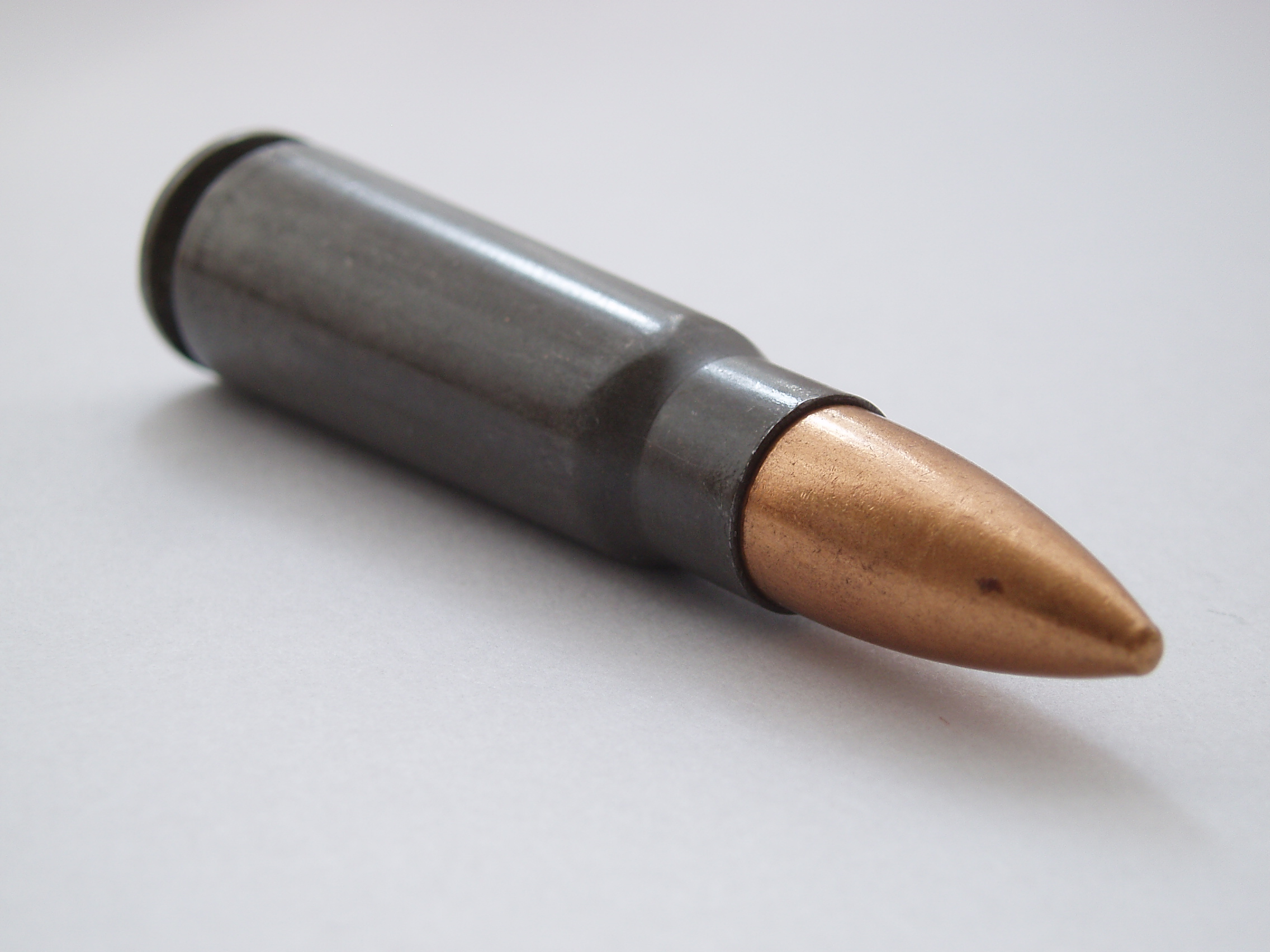
철갑으로 둘러싸인 7.62×39mm FMJ 탄약. AK-47을 비롯한 칼라스니코프 소총의 기본 탄약이다.

AK는 7.62 × 39mm 탄환을 발사하며, 715 m/s (2,350 ft/s)의 탄속을 가진다. 탄환의 중량은 16.3g(0.6oz), 발사체 중량은 7.9g(122g)이다. 원래 소련의 M43 탄환은 123개의 알갱이로 이루어진 보트테일 탄환으로, 구리로 도금된 강철 덮개, 큰 철제 핵심부, 그리고 핵심부와 덮개 사이의 일부 납으로 구성되어 있다. AK는 두꺼운 나뭇잎, 벽 또는 일반 차량의 금속 차체를 통과하여 이러한 것들을 보호구로 사용하려는 상대를 향해 사격할 때 뛰어난 침투력을 발휘한다. 7.62×39mm M43 발사체는 일반적으로 상대를 타격할 때 파편화되지 않으며 뼈와 접촉한 후에도 손상되지 않는 특이한 경향이 있다. 7.62 x 39mm 탄창은 조직에서 총알이 뒹구는 경우(편주)에 상당한 상처를 입히지만, 편주를 시작하기 전에 총알이 빠져나가는 경우에는 비교적 가벼운 상처를 입힌다. 편주(偏走)가 없는 경우 M43 라운드는 비교적 적은 부상을 입힌 채 조직을 관통할 수 있다.
오늘날 발견된 7.62×39mm 탄약의 대부분은 M67 개량형이다. 이 개량형은 철제 부속품을 제거하여 무게 중심을 후방으로 이동시키고 M43 라운드보다 조직에서 거의 6.7인치(17cm) 빠른 약 3.3인치(8.4cm)에서 발사체가 불안정 (또는 편주)할 수 있도록 했다. 이러한 변화는 새로운 M67 라운드의 경우 최대 25인치(64cm)로 탄도 젤라틴을 감소시키는 반면, 구형 M43 탄환의 경우 최대 29인치(74cm)로 탄도 젤라틴을 감소시킨다. 그러나 M67의 부상 잠재력은 특히 탄환이 편주할 때 대부분 총알 자체가 만드는 작고 영구적인 흠집 같은 상처로 제한된다.

### 작동 방식

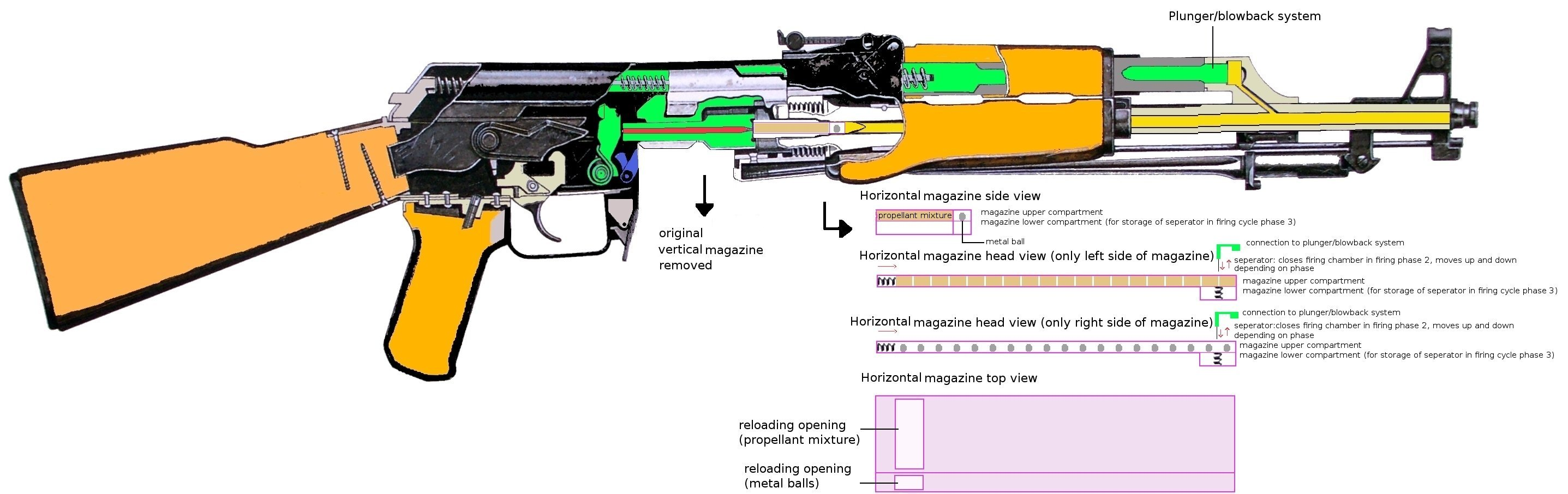
이즈마시 AK-47 또는 56식 공격소총의 작동방식. 초록색 부분이 탄환이 이동하는 공간이다.

사격을 위해 작동자는 장전된 탄창을 삽입하고 장전 손잡이를 뒤로 당겼다가 놓은 다음 방아쇠를 당긴다. 반자동 사격에서, 화기는 한 번만 발사되며, 다음 사격을 위해서는 방아쇠를 풀고 다시 눌러야 한다. 완전 자동 사격의 경우, 소총은 탄창이 소진되거나 방아쇠에서 압력이 방출될 때까지 자동으로 약실 내로 새 탄환을 순환시켜 발사한다. 안전전폭약과 추진제 점화 후, 빠르게 팽창하는 추진제 가스는 총부리 근처의 환기구를 통해 총열 위의 가스 실린더로 우회한다. 가스 실린더 내부에 가스가 축적되면 롱 스트로크 피스톤 및 노리쇠 뭉치가 후퇴하게 되고, 가스는 노리쇠 뭉치의 레일 가이드의 배기구와 함께 가공된 캠 가이드가 볼트를 약 35°회전시키고 노리쇠의 무게추를 통해 총열 연장부에서 잠금을 해제한다. AK-47에는 가스 밸브가 없기 때문에 많은 양의 가스는 가스 실린더의 일련의 방사형 포트를 통해 환기된다.

### 사격 선택

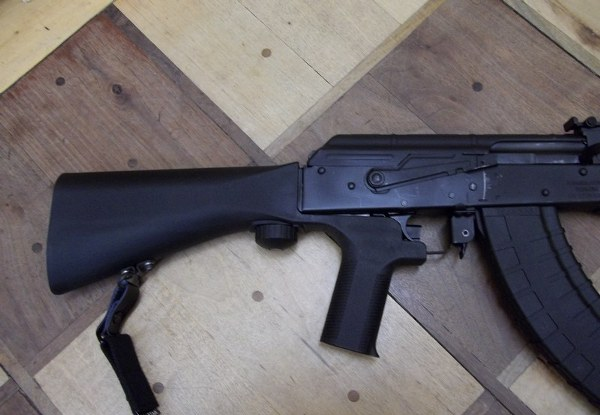
AK-47 사격 선택 장치 부분.

사격 선택 장치는 소총의 우측에 위치한 대형 레버로, 안전할 때 먼지를 보호하는 역할을 하며 장전 손잡이가 뒤쪽으로 완전히 당겨지는 것을 방지한다. 사격 시 사수의 오른쪽 앞 손가락으로 작동하며 안전 (위), 자동 (가운데), 반자동(아래)의 세 가지 설정이 있다. 사격 모드를 세 가지로 설정한 이유는 스트레스를 받는 군인은 선택 레버를 상당한 힘으로 아래로 밀어 전체 자동 단계를 우회하고 소총을 반자동으로 설정하기 때문이다. AK-47을 완전 자동으로 설정하려면 선택 장치 레버의 중앙을 조정해야 한다. 일부 AK형 소총은 장전 손잡이 바로 위에 있는 리시버의 왼쪽에 더 구식인 선택 레버가 있다. 이 레버는 사수의 오른손 엄지손가락으로 작동하며 안전(전진), 자동(중앙), 반자동(후퇴)의 세 가지 설정이 있다.

### 조준
AK-47은 100m에서 800m까지 100m 단위로 보정된 노치가 있는 후방 접선 기계식 조준기를 사용한다. 조준선 요소는 보어 축 위로 약 48.5mm 떨어져 있다. 7.62×39mm AK-47 후방 접선 조준 요소에서 표적 거리의 영점 설정 "П"는 300m 영점에 해당한다. 이 설정은 AK-47이 대체한 모신나강 소총과 SKS 소총의 영점을 반영한다. 실탄과 결합된 AK-47의 경우, 300m 전투 영점 설정은 조준선을 기준으로 약 -5cm에서 +31cm 내로 외탄도를 제한한다. 병사들은 이 범위 내의 모든 목표물에 조준기를 적 목표물의 질량 중심에 배치하는 것만으로 사격을 하도록 지시를 받는다. 조준 사격이 잘 되면 적병의 몸통에 명중하기 때문에 거리 추정의 오류는 전술적으로 무관하다. 일부 AK형 소총은 야간 전투를 개선하기 위해 50m로 보정된 탈부착 야광 가늠쇠가 있는 전방 조준기를 가지고 있다.

### 부품
AK-47은 원래 단단한 나무로 만들어진 개머리판, 손보호대 및 상부 열덮개를 장착했다. Type 3 리시버의 도입으로 개머리판, 하부 손보호대 및 상부 열덮개는 자작나무 합판 라미네이트로 제조되었다.  이렇게 공정된 목재는 기존의 단일 패턴보다 더 강하고 뒤틀림에 더 잘 견디고, 오랜 시간 숙성이 필요하지 않으며, 더 저렴하다. 목재 부품은 러시아제 호박 셸락 마감 공정을 거쳐 완료되었다.

### 탄창

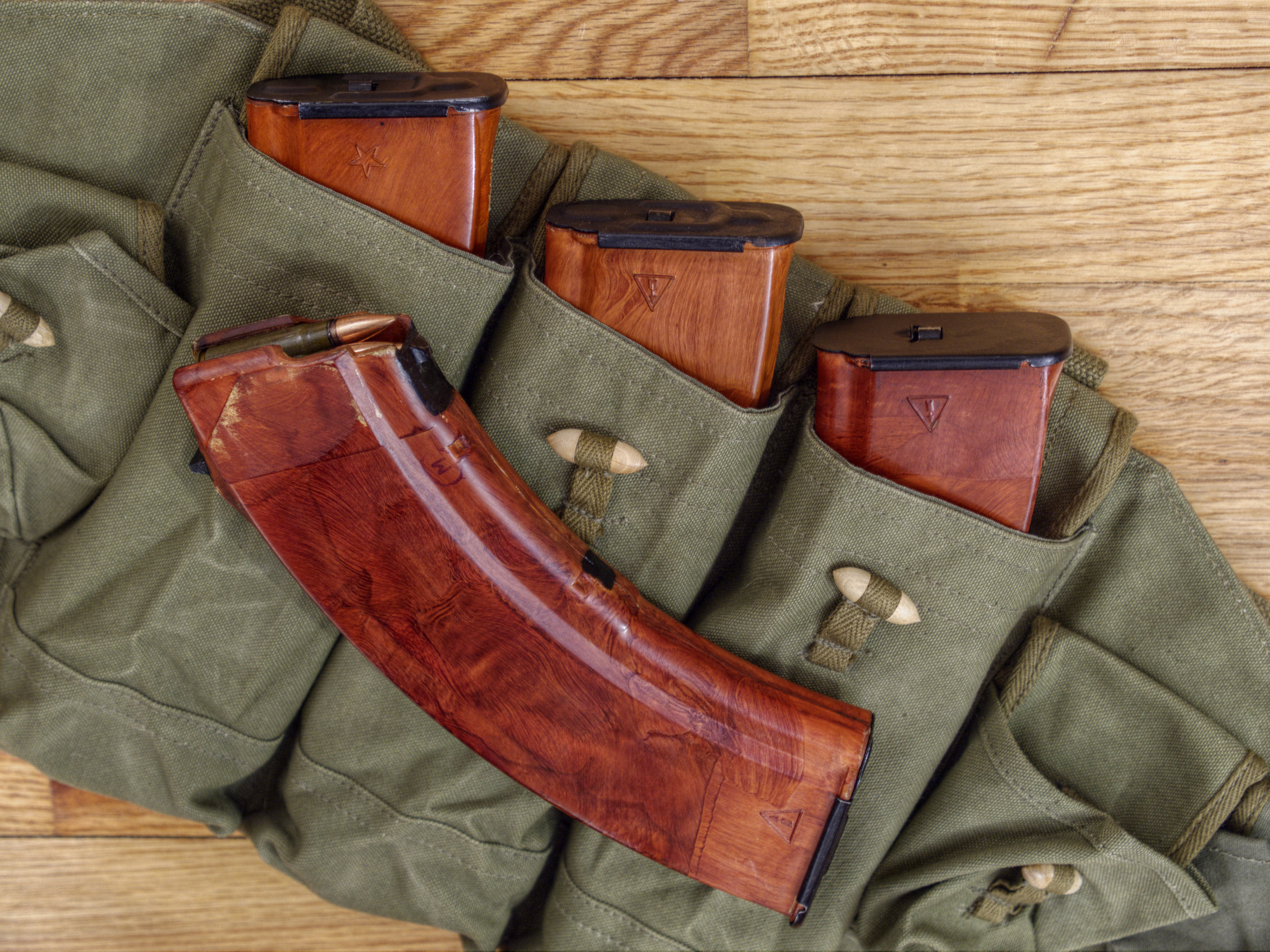
"베이클라이트" 녹빛 철제 강화 30들이 플라스틱 7.62×39mm AK 탄창. 3개의 탄창은 이즈마시 무기고의 표식인 "삼각형 안의 화살"이 오른쪽 아래에 새겨져 있다. 다른 탄창에는 툴라 무기공장 무기고의 마크인 "별"이 오른쪽 아래에 새겨져 있다.

AK-47의 표준 30발 탄창에는 탄약을 원활하게 약실에 공급할 수 있는 뚜렷한 곡선이 있다. 이 제품의 중강 구조는 단일 강철 빌렛에서 가공된 "피드-립"(탄약이 약실로 들어가는 각도를 제어하는 탄창 상단의 표면)과 결합되어 있어 손상에 대한 저항성이 높다. 이 탄창들은 너무 강해서 "군인들은 그들의 탄창을 망치로 사용하고 심지어 병따개로 사용하는 것으로" 알려져 있다.
측면이 평평한 초기의 강철 AK-47 30들이 탈부착형 탄창은 1mm 철제 판금 몸통을 가지고 있었고 비어 있을 때의 무게는 0.43kg이었다. 후기이 강철 AKM 30들이 탄창은 두드러진 보강 리브가 있는 더 가벼운 철제 판금 몸통을 가지고 있었고, 비어있을 때의 무게는 0.33kg이었다. 무게를 더욱 줄이기 위해, 비어있을 때 0.19 kg이 나가는 두드러진 강화 격자무늬 패턴의 알루미늄 몸체를 가진 경량 탄창이 AKM용으로 개발되었지만 너무 취약한 것으로 판명되었고 소량 발행된 이 탄창들은 신속하게 일선에서 물러나게 되었다. 이에 대한 대체품으로 철로 강화된 30들이 플라스틱 탄창이 도입되었고, 이 녹빛 탄창은 비어있을 때 0.24kg이 나갔다. 새로 도입된 탄창은 베이클라이트(페놈 폼알데히드 수지)를 사용한 것으로 잘못 인식되기도 했는데, 실제로는 AG-S4 성형화합물(유리강화 페놀-알데히드 결합제 함침 복합체)의 두 부분을 추출한 것으로 에폭시 접착제를 사용한 것과 닮았다. 그러나 내구성으로 유명한 이 탄창들은 소총의 위장을 드러냈고, 모든 후기 플라스틱 탄창들에 추가된 전면 근처의 탄창 본체의 양쪽으로 이어지는 작은 수평 보강 리브가 없었다. ABS 수지에서 추출한 화합물을 사용한 철제로 강화된 30들이 7.62×39mm 탄창 2세대는 1980년대 초에 도입되었고, 3세대는 2세대의 것과 유사했으나 무광 무반사 표면 마감이 되어 있었다. 현재 AK-47의 탄창은 ABS 수지에서 추출한 화합물을 사용한 철제로 강화된 30들이 7.62×39mm 탄창으로, 무광 무반사 표면 마감이 되어 있고 무게는 비어있을 때 0.25kg이다.
초기 강철 AK-47 탄창의 길이는 248mm이며, 후기의 AKM 및 최신 플라스틱 7.62x39mm 탄창의 길이는 약 25mm 짧다.

### 부속품

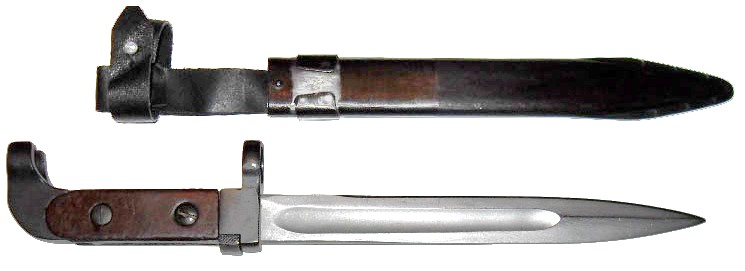
AK-47 총검

소총과 함께 제공되는 부속품에는 200mm 길이의 창 끝 날이 특징인 387mm 길이의 6H3 총검이 포함된다. 17.7mm 직경의 총검 고리를 총검 주변으로 미끄러뜨리고 손잡이를 전방 조준대 아래 총검 걸이에 걸쇠로 고정하면 총검을 설치할 수 있다.

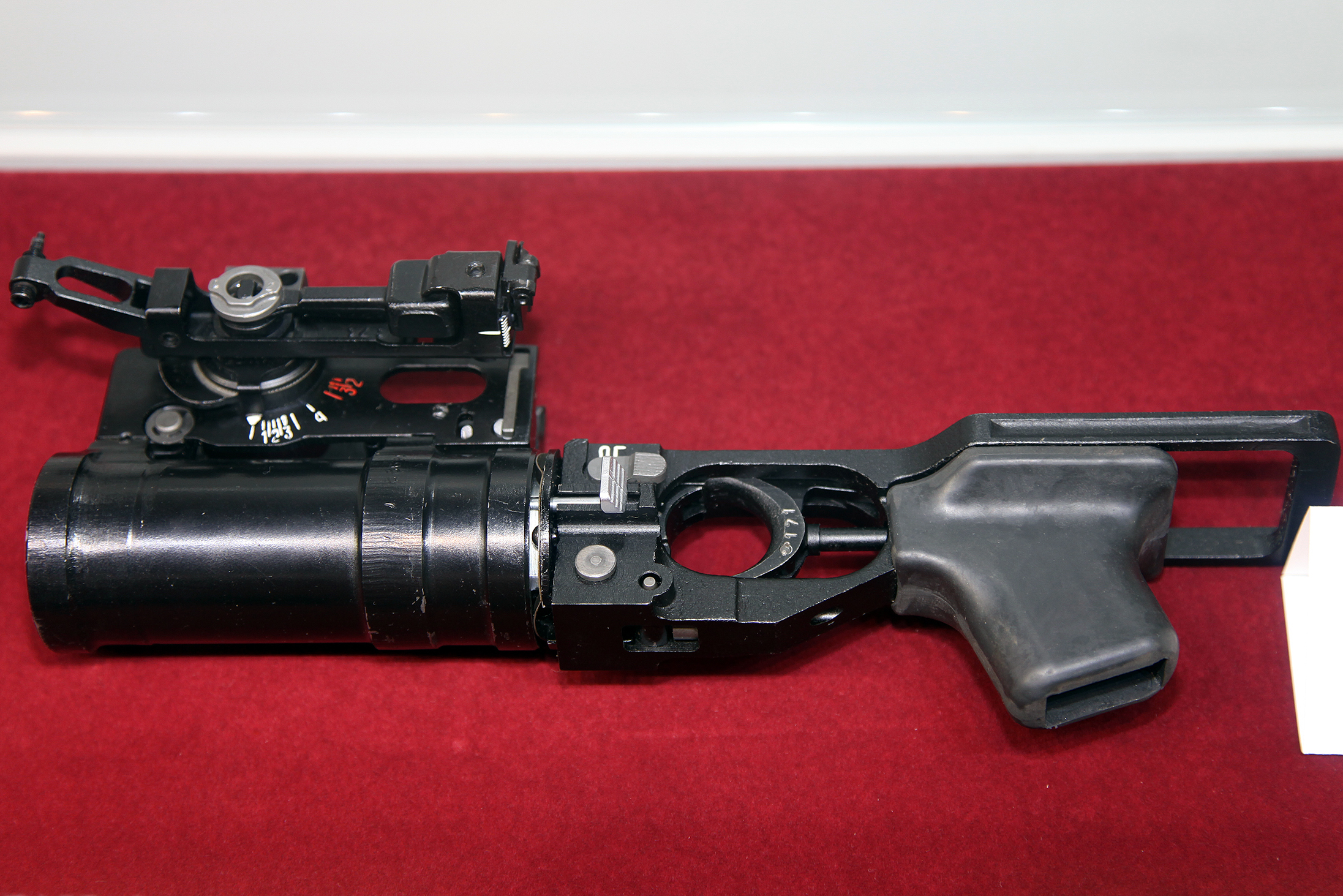
GP-25 유탄 발사기

모든 현재 모델의 AKM 소총은 GP-25 및 그 변형과 같은 40mm 유탄 발사기를 탑재할 수 있으며, 40mm 유탄 발사기는 분당 최대 20발을 발사할 수 있고 최대 400m의 유효 사거리를 가지고 있다. 주요 수류탄은 치사 반경이 각각 6m와 9m인 VOG-25과 VOG-25M 세열수류탄이다. VOG-25P/VOG-25PM("점프") 변형은 지상 0.5~1m 상공에서 폭발한다.
이 외에도 컵형 유탄발사기인 표준 RGD-5 소련제 수류탄을 발사하는 칼라시니코프 유탄발사기를 탑재할 수도 있으며, 최대 유효 범위는 약 150m이다. 최루탄 발포나 폭동 진압 또는 근거리 사격을 할 때 사용한다.
AK-47을 비롯한 현재의 모든 AK(100 시리즈)와 일부 구형 모델에는 스코프나 PSO-1 광학 저격수 조준기와 같은 조준 장치를 장착하기 위한 사이드 레일이 있다. 측면 레일은 광학 부품의 영점 조정을 방해하지 않고 광학 부품을 탈착할 수 있다.

## 수명
AK-47과 그 변형은 수십 개의 국가에서 만들어졌으며, "정밀하게 설계된 무기에서 의심스러운 솜씨의 조각에 이르기까지 품질이 다양하다. 이 다양한 품질로 인해 AK-47은 약 6,000발에서 최대 10,000발 또는 15,000발까지 쏠 수 있다. AK-47은 값싸고 단순하며 제조하기 쉬운 소총으로 설계되었고, 이는 장비와 무기를 일회용품으로 취급하는 소련 군사주의와 완벽하게 일치하는 것이었다. 부대는 종종 적절한 병참 지원 없이 배치되고 재보급을 위해 "전장에서의 살육"에 의존하기 때문에, 실제로는 무기를 수리하는 것보다 교체하는 것이 비용 측면에서 더 효율적이다.
AK-47은 작은 부품과 스프링이 있어 수천 발을 쏜 이후에 교체해야 한다. 그러나 "현장 스트리핑 단계를 넘어 분해될 때마다 일부 부품이 제 기능을 회복하는 데 시간이 걸릴 수 있으며, 일부 부품은 무기를 발사할 때 느슨해지고 빠지는 경향이 있을 수 있다. AK-47 몸통의 일부는 함께 리벳으로 고정되어 있다. 노리쇠의 끝을 접지하고 부품을 교체한 후 새 노리쇠를 장착해야 하기 때문에 수리하는 것은 상당히 번거로울 수 있다."

## 파생형

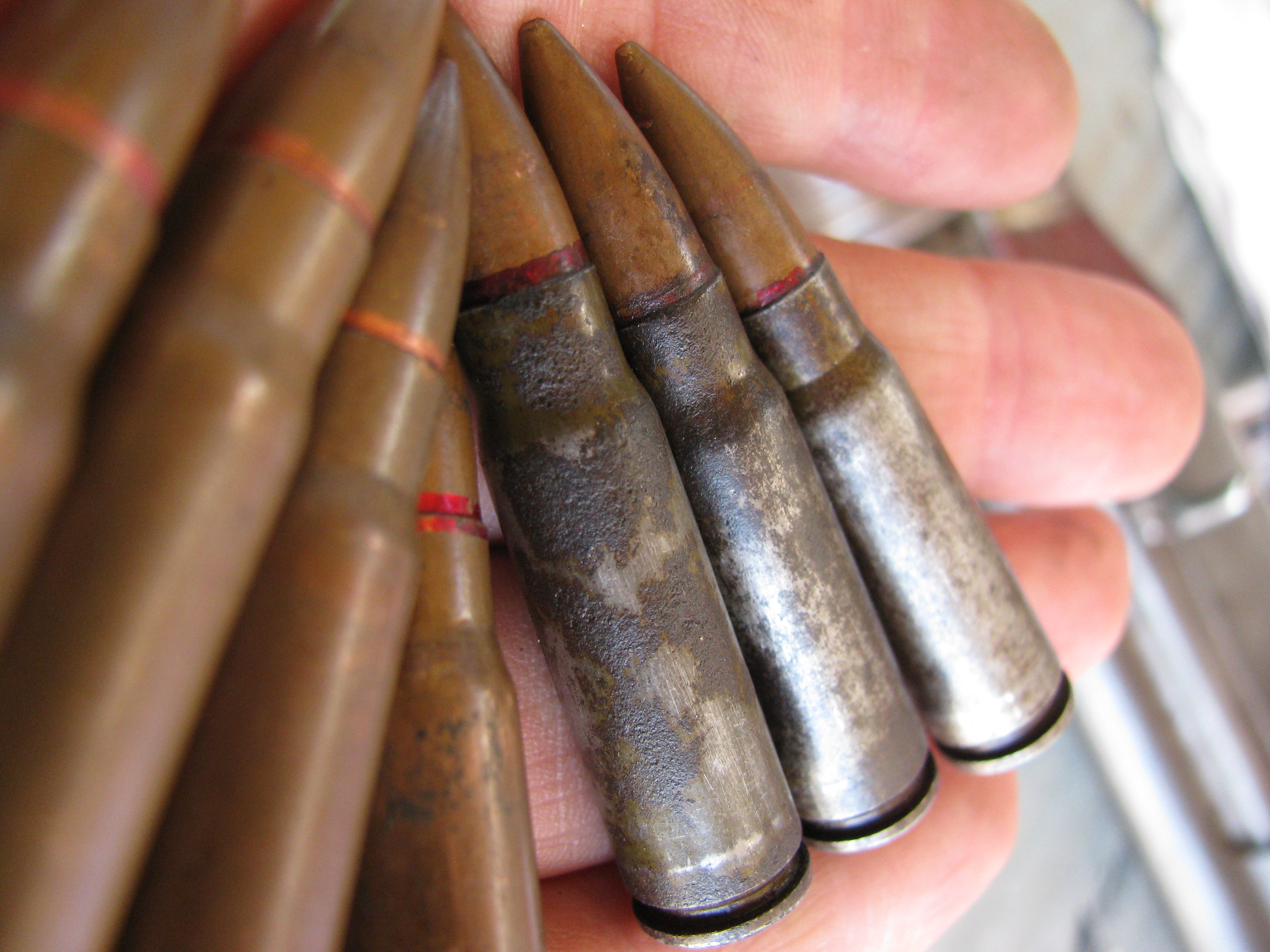
중화인민공화국, 파키스탄, 러시아의 AK-47 탄환.

### 7.62×39mm탄 초기형
- Type 1: 1948년/1949년에 제작된 AK-47 초기 형태로, 현재는 거의 남아있지 않다.
- Type 2: 절삭 공법을 거친 리시버가 달린 형태. 총열과 약실이 부식 방지를 위해 크롬으로 도금되어 있다.
- Type 3: 절삭 공법을 거친 리시버가 있는 경량화 버전. 무게는 3.47kg 정도이다.[6]
- AKS: 나치 독일에서 생산된 MP 40과 유사한 개머리판을 가진 변형으로 BMP-1에 탑재되었고, 강하병들이 사용하기도 했다.
- AKM/AKSN: 야간 조준기가 달린 변형[76]

### 7.62×39mm탄 현대화
- AKM: AK-47가 경량화되고 단순화된 버전. Type 4 리시버는 프레스 공법을 통해 합금으로 만들어졌다.
- RPK: 더 길어진 총열과 양각대가 달린 경기관총. 리시버가 더 강화되었다.[77]

### 외국
- 56식 공격소총: 중화인민공화국 노린코 및 폴리 테크놀로지스에서 생산 중인 AK-47 및 AKM의 변형이자 수출용 소총이다.
- 58식 자동보총: 조선민주주의인민공화국에서 AK-47을 라이선스받아 생산한 기관총
- RK 62: 핀란드에서 생산 중인 AK-47의 파생형으로, 총열과 조준기 등의 질이 훨씬 높아졌다.[78]
- 갈릴 소총: 핀란드 RK 62의 영향을 받아 만든 이스라엘의 공격 소총으로 발멧 사로부터 부품을 구입해 제조했다.[79][80] 최초의 갈릴 소총은 RK 62의 총열을 사용하기도 했다.[81] 갈릴 소총을 업그레이드시킨 갈릴 ACE도 있다.
- 자스타바 M70 공격소총: 유고슬라비아에서 1960년대 라이선스를 받지 않고 만든 파생형으로,[82] 1970년대부터 유고슬라비아군의 표준 보병무기로 채택되었고[83] 오늘날에도 많은 국가에서 사용 중이다.

## 생산
| 국가                   | 원형 및 계열형 |
| ---------------------- | --- |
| 알바니아               | AKM 소총을 기반으로 한 56식 자동화 칩타르 1978 모델 56 (ASH-78 Tip-1); 56식 팁-2, RPK 복사; 2차 소총 및 유탄 발사기 기능을 갖춘 다목적 역할을 위한 56식 팁-3 하이브리드; 1982년식 AKMS 모델 (ASH-82).             |
| 아제르바이잔           | 카즈리(AK-74M) |
| 쿠바                   | AKM |
| 동독                   | MPi-K/MPi-KS (AK-47/AKS); MPi-KM (AKM; 목재 및 플라스틱 개머리판), MPi-KMS-72 (접이식 개머리판), MPi-KMS-K (소총); MPi-AK-74N (AK-74), MPi-AKS-74N (접이식 개머리판), MPi-AKS-74NK (소총); KK-MPi Mod.69 (.22 LR) |
| 에티오피아             | AK-47가 에티오피아 내에서 국영기업 가파트 무장 군수공업단지에서 Et-97/1로 생산되고 있다. |
| 헝가리                 | AK-55 (AK-47 Type 2의 헝가리 버전); AKM-63 (현대화된 AK-55), AMD-65M (현대화된 AKM-63) 등 |
| 인도                   | 탄소 섬유 버전으로 제작된 인도 내 생산품은 AK-7으로 지정되었으며, 티루치라팔리 병기 공장에서 티르치 소총 7.62 mm도 제조하고 있다.                                                                                 |
| 이탈리아               | 베르나르델리 VB-STD/VB-SR |
| 이란                   | KLS/KLF (AK-47/AKS), KLT (AKMS) |
| 나이지리아             | 나이지리아 방위산업회에서 OBJ-006이라는 명칭으로 생산 중이다. |
| 조선민주주의인민공화국 | 58식A/B (Type 3 AK-47/w, 프레스 공법을 가한 합금 리시버) |
| 파키스탄               | 파키스탄 고지대에서 손수 또는 기계로 역설계해서 만든 AK-47이 유통되고 있다. (카이베르 고개 복사본을 참조하라.) 최근에는 파키스탄 병기공장이 PK-10이라는 AK-47/AKM의 복제본을 제조하기 시작했다.                   |
| 폴란드                 | PmK (kbk AK) / PmKS (kbk AKS), Kbk AK, 칼라시니코프 소총 (AK-47/AKS); kbk AKM / kbk AKMS (AKM/AKMS) |
| 베네수엘라             | 라이선스가 허용되었으며, 공장을 짓고 있다. |

러시아의 민간기업 칼라시니코프 콘체른(옛 이즈마시)은 외국 제조업체 대다수가 적절한 허가 없이 AK형 소총을 생산하고 있다고 거듭 주장했다.

## 같이 보기
- AK-47과 M16의 비교
- AK-12
- PK 기관총